# Josef Krieglstein
Josef Krieglstein (* 10. März 1938 in Pechgrün (Smolnice) bei Vřesová, Tschechoslowakei) ist ein deutscher Apotheker, Mediziner, Pharmakologe und emeritierter Universitätsprofessor.

## Biographie
Josef Krieg(e)lstein, ein Sohn des Verwaltungsbeamten Lambert Kriegelstein und dessen Ehefrau Berta in Pechgrün bei Elbogen (Loket), dem späteren Smolnice, welches dem Abbau von Braunkohle zum Opfer fiel, kam als Heimatvertriebener nach der Oberpfalz. Nach dem Abitur 1957 an der Oberrealschule in Weiden in der Oberpfalz war er zunächst Praktikant in einer dortigen Apotheke, bevor er 1959 das Studium der Pharmazie und nach dessen Abschluss 1962 das Studium der Medizin an der Universität Erlangen aufnahm. 1965 wurde er zum Dr. rer. nat. und 1967 zum Dr. med. promoviert. Danach war er wissenschaftlicher Assistent am Pharmakologischen Institut der Universität Mainz, wo er sich 1970 für Pharmakologie und Toxikologie der Fachbereiche Pharmazie und Lebensmittelchemie habilitierte. 1972 wurde er in Mainz zum außerplanmäßigen Professor ernannt, 1973 zum Wissenschaftlichen Rat und planmäßigen Professor.
1974 erhielt er einen Ruf auf den Lehrstuhl für Pharmakologie und Toxikologie an der Universität Marburg, wo er mehrere Amtszeiten als Dekan des Fachbereichs Pharmazie wirkte und Mitglied zahlreicher nationaler und internationaler Fachgesellschaften wurde.

## Hauptforschungsgebiete
Josef Krieglsteins Hauptforschungsgebiete mit über 120 wissenschaftlichen Veröffentlichungen in Fachzeitschriften sind Plasmaproteinbindung von Pharmaka, Gehirnenergiestoffwechsel, neuronale Degeneration und Protektion, zerebrale Ischämie, Proteinphosphatasen und -kinasen sowie Mechanismen der Atherosklerose.

## Ehrungen
Krieglstein erhielt zahlreiche wissenschaftliche Preise und wurde 2004 mit dem Bundesverdienstkreuz 1. Klasse ausgezeichnet.